# Real Recognize Real
Real Recognize Real Project Pat memphisi rapper hetedik szólólemeze. 2009. február 24-én jelent meg, de az interneten már február 18-án elérhető volt. Az első héten 8800 darab kelt el belőle. Az első kiemelt dal a Keet it Hood volt OJ da Juiceman közreműködésével.

## Számok listája[1]
1. Intro - 0:46
2. Keep It Hood (featuring OJ da Juiceman) - 4:31
3. Slick Hater - 3:46
4. Catch A Hot One - 4:12
5. Bang Smack (featuring Gucci Mane) - 3:21
6. I Be Fresh - 3:11
7. Dead In The Streets - 3:28
8. Ain't Scared Of Ya - 4:05
9. Gold Teeth - 3:13
10. Pogo Stick - 2:51
11. Talk That Gangsta - 3:17
12. Dats The Way You Do It - 3:27
13. Choppa To Ya Dome - 3:21
14. My Money (featuring Three 6 Mafia) - 3:56
15. Horny - 3:20
16. Stayin High - 3:26
17. Outro - 5:38
18. Homicide For The Cash (iTunes bonus track)